# Jesús Tello
Jesús Tello Vazquez, pseudonim Chucho  (ur. 28 listopada 1934) – meksykański pięściarz. Reprezentant kraju podczas igrzysk olimpijskich w 1952 w Helsinkach. Na igrzyskach wziął udział w turnieju w wadze muszej. W pierwszej rundzie przegrał 2:1 z reprezentantem Cejlonu Leslie Handungem.